# Кубер (владар)
Кубер (у другим изворима и Кувер) је био владар (кан) Срема и поглавар утигурских Прабугара, Сермезијанаца и Словена на Балкану у 7. веку.

## Владавина Сремом
Византијски цар Јустин II (565—578) је уступио половину Срема Аварима, који су између 580. и 582. године освојили и другу половину поменутог региона, укључујући и град Сирмијум. Авари су у Срем населили своје заробљенике (романизовано или хеленизовано становништво), које су заробили на византијским територијама на Балкану. Ови заробљеници су насељени у Срем са циљем да обрађују земљу и обезбеде залихе хране за Аваре, да би ови могли несметано да ратују. Живећи 60 година под аварском влашћу, ови заробљеници су у Срему постали потпуно нова нација — Сермезијанци (Сремци).
Авари су 635. године (по другим изворима после 670. године) поставили Кувера да влада над овим Сермезијанцима као аварски вазал. Кубер је био син кана Кубрата, поглавара хуно-прабугарских Оногура. Досадашње интерпретације (J. Вернер, В. Поповић) показују да се у Малој Перешћепини ради о гробу кана Кубрата, сахрањеног између 641. и 647. године. После његове смрти на власт ступа његов најстарији син Батбајан, након чије су се кратке владавине Кубратови синови разделили. Његов четврти син Кувер се населио у Срему, и био потчињен аварском кагану.

## Одлазак Кувера на Балкан
Ускоро су се Сермезијанци „заједно са Кубером и његовим Прабугарима” побунили против кагана, а након победе над њим, напустили Срем и (по Поповићу 678—685. године) населили се на средњем Балкану, на Керамезиском пољу, у близини Солуна. Западно од Солуна, Прабугари предвођени Кубером формирали су племенски савез са околним племенима, који историчари називају Куберова Бугарска. Према истим ауторима, оставе у Врапу и Ерзеку су некад представљале део каганове ризнице, коју је Кубер присвојио у Панонској низији и донео са собом на средњи Балкан. Предмети из обе ризнице углавном потичу из средине и друге половине 7. века што одговара периоду када је након византијског похода потучен Кубер и његови војници.
Из Македоније се Кубер преселио у средиште данашње Србије, где је, према аутору Осману Каратају, вероватно владао као први српски кнез.

## Историјски значај Кубера
Познато је да су се Словени на Балкан насељавали у више таласа. Словенски материјални налази пронађени у кругу „Комани” културе дају могућност да се један од тих таласа остварио посредством миграција поменутих прицрноморских народа и њихових владара. И неки од данашњих истраживача (овде се пре свега мисли на Поповића) сматрају да и историјски извори наводе на посредништво Прабугара, и посебно Кубера приликом ослобађања Срба и Хрвата, као и неких других словенских племена од аварског притиска и њихово касније насељавање на Балканско полуострво.